# 2C-B-FLY
2C-B-FLY — психоделик класса фенилэтиламинов, семейства 2C. Вещество впервые было синтезировано Аароном Монте.

## Химия
2C-B-FLY представляет собой 8-бром-2,3,6,7-бензодигидродифуран-этиламин. Полное название химического вещества представляет собой 2-(8-бром-2,3,6,7-тетрагидрофуро[2,3-f] [1]бензофуран-4-ил)этанамин. Он был подвергнут незначительному формальному изучению, но его появление в качестве дизайнерского наркотика привело к тому, что УБН выпустила аналитические результаты для 2C-B-FLY и нескольких родственных соединений.

### Аналоги и производные
25-NB:
- 25B-NB3OMe
- 25B-NB4OMe
- 25B-NBF
- 25B-NBMD
- 25B-NBOH
- 25B-NBOMe (NBOMe-2CB)

Замещенные бензофураны:
- 2C-B-FLY
- 2CBFly-NBOMe (NBOMe-2CB-Fly)

Прочие:
- 2C-B-AN
- 2C-B-BUTTERFLY
- 2C-B-DragonFLY
- 2CB-5-hemifly
- 2CB-Ind
- βk-2C-B (бета-кето 2C-B)
- TCB-2 (2C-BCB)

В теории, аналоги дигидродифурана могут быть получены из любого из семейств препаратов 2Cx / DOx, и ожидается, что они будут иметь схожую активность с исходным соединением. Таким образом, 2C-B-FLY является дигидродифурановым аналогом 2C-B, 8-йод-эквивалентный 2C-I-FLY будет аналогом дигидродифурана 2C-I, а 8-метил-эквивалентный 2C-D-FLY будет аналогом дигидродифурана 2C-D.
Могут быть также получены другие родственные соединения, если альфа-углерод этиламиновой цепи метилирован, можно получить производное амфетамина DOB-FLY, данное соединение является дигидродифурановым аналогом DOB, или, наоборот, его можно рассматривать как насыщенную производную Bromo-DragonFLY.
Если только одна метоксигруппа 2Cx циклизуется в дигидрофурановое кольцо, полученное соединение называется «полу-муха», а когда используется ненасыщенное фурановое кольцо, соединение будет называться «полу-стрекоза». Большие насыщенные производные кольцевых гексагидробензопиринов называются соединениями «бабочка». 8-бромную группу также можно заменить другими группами с получением соединений, таких как TFMFly.

## Дозировка
Александр Шульгин указывает дозировку 2C-B-FLY в 10 мг перорально.

## Эффекты
2C-B-FLY оказывает психоделические эффекты продолжительностью в 6-8 часов, либо до 12 часов в больших дозах.

## Токсичность
Токсичное действие 2C-B-FLY на людей неизвестно. Две смерти имели место в октябре 2009 года в Дании и Соединенных Штатах после приема вещества, которое было куплено в небольшом магазине RC как 2C-B-FLY, но на самом деле состояло из Bromo-DragonFLY, зараженного небольшим количеством неопознанных примесей.

## Фармакология
Галлюциногенный эффект 2C-B-FLY обоснован его частичной агонистической активностью в рецепторе серотонина 5-HT2A, но также имеет высокую аффинность связывания для 5-HT1D, 5-HT1E, 5-HT1A, 5-HT2B и 5-HT2C.